# كريستين روذرفورد
كريستين روذرفورد (بالإنجليزية: Kristen Rutherford)‏ هي ممثلة أمريكية، ولدت في 15 أكتوبر 1968.

## وصلات خارجية
- كريستين روذرفورد على موقع IMDb (الإنجليزية)
- كريستين روذرفورد على موقع قاعدة بيانات الفيلم (الإنجليزية)